# Jack Wilshere
Jack Andrew Garry Wilshere (ur. 1 stycznia 1992 w Stevenage) – angielski piłkarz, który występował na pozycji pomocnika. Obecnie trenuje młodzieżową drużynę Arsenalu.

## Kariera klubowa

### Rezerwy Arsenalu
Do akademii Arsenalu Wilshere przybył w październiku 2001 roku ze szkółki piłkarskiej Luton Town. W wieku 15 lat został mianowany kapitanem zespołu U-16; wystąpił również kilka razy w drużynie do lat 18. W lecie 2007 roku uczestniczył w rozgrywkach Champions Youth Cup. Pod wodzą Steve'a Boulda zadebiutował w zespole U-18 w meczu przeciwko Chelsea. W zwycięskim 4:1 meczu z Aston Villą zdobył natomiast pierwszą bramkę. Następnie w spotkaniu z Watfordem strzelił hat-tricka.
W lutym 2008 roku zadebiutował w rezerwach Arsenalu w spotkaniu z Reading. W spotkaniu tym strzelił jedyną bramkę dla swojego zespołu. W meczu z Derby County po raz pierwszy zagrał u siebie. Zagrał również w wygranym turnieju U-16 Atalanta Cup oraz został wybrany najlepszym graczem rozgrywek.
W półfinale FA Youth Cup 2009 z Manchesterem City zdobył bramkę. W pierwszym meczu finałowym z Liverpoolem dwukrotnie asystował oraz strzelił bramkę. Został wybrany także piłkarzem meczu.

### Pierwszy zespół Arsenalu
W lipcu 2008 roku został powołany na przedsezonowe spotkania. Zadebiutował w spotkaniu z Barnet jako zmiennik Henriego Lansbury'ego. Asystował także przy bramce Jaya Simpsona. Pierwsze dwie bramki dla Arsenalu strzelił w wygranym 10:2 meczu z Burgenland XI i dwa dni później w meczu z VfB Stuttgart.

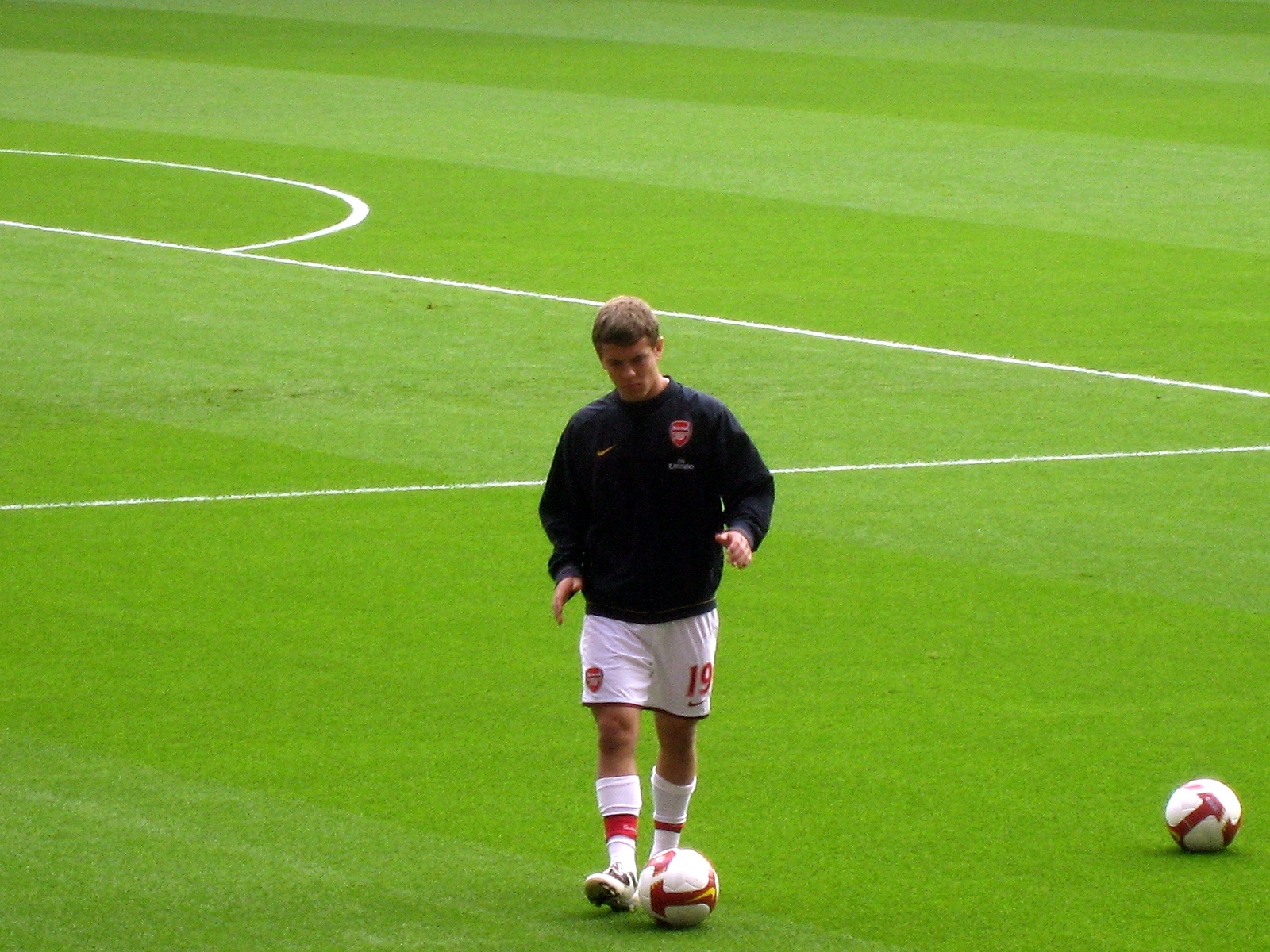
Wilshere rozgrzewający się przed meczem z West Bromwich Albion

Na Emirates Stadium po raz pierwszy zagrał w meczu z Juventusem w Emirates Cup. Nosił numer 55 na koszulce. Po meczu Arsène Wenger, szkoleniowiec Arsenalu mówił o młodych graczach, w tym o Wilsherze: "U nas są młodzi zawodnicy, którzy dobrze robią dla nas. Widziałeś Jacka Wilshere, który zatrzymuje na sobie wzrok. Jest on zaskakująco dojrzały jak na swój wiek. Zapomnisz ile on ma lat kiedy zobaczysz jak się prezentuje na boisku". Wilshere grał również w następnym meczu z Realem Madryt, w którym to wszedł za Samira Nasriego. Trener Arsenalu powiedział również: "Nie patrzę za dużo na jego wiek tylko na grę. I sądzę, że to co robi jest dobre".
Wilshere znalazł się w składzie Arsenalu na sezon 2008/2009 i otrzymał koszulkę z numerem 19, noszoną wcześniej przez Gilberto Silvę. 13 września 2008 roku zadebiutował w Premier League w meczu z Blackburn Rovers. Zmienił w 84. minucie Robina van Persiego. W czasie debiutu miał 16 lat i 256 dni i stał się najmłodszym graczem Arsenalu grającym w lidze, wcześniej był nim Cesc Fàbregas. Następnie, 23 września 2008 w meczu Pucharu Ligi z Sheffield United strzelił pierwszą bramkę dla klubu. 25 listopada zadebiutował w Lidze Mistrzów przeciwko Dynamo Kijów. 
Jack Wilshere wrócił do pierwszego składu Arsenalu po długoterminowej kontuzji której doznał w czasie Emirates Cup w 2011 roku. Wystąpił on w meczu przeciwko Tottenhamowi 17 listopada 2012 roku. Derby te okazały się zwycięskie dla Kanonierów, którzy strzelili 5 bramek, a stracili 2.

### Bolton Wanderers
29 stycznia 2010 został wypożyczony do Boltonu Wanderers. Rozegrał tam 14 spotkań ligowych i strzelił jedną bramkę, po czym powrócił do Arsenalu.

## Kariera reprezentacyjna
Wilshere rozegrał dwa mecze w reprezentacji Anglii U-16, dziewięć w U-17, jeden w U-19 oraz pięć w U-21.
7 sierpnia 2010 został powołany do dorosłej reprezentacji na towarzyski mecz z Węgrami. 11 sierpnia wystąpił w tym meczu wchodząc z ławki rezerwowych i tym samym debiutując w reprezentacji Anglii.

## Sukcesy

### Arsenal
- Puchar Anglii: 2013/14, 2014/15
- Tarcza Wspólnoty: 2014, 2015